# Paradis (Morrison)
Paradis (titre original Paradise) est le septième des onze romans de l'Américaine Toni Morrison. Paru en 1998, il est le premier qu'elle ait écrit après son accession au prix Nobel de littérature. S'appuyant sur un phénomène historique, le roman vise à déconstruire le roman national américain en se faisant le témoin des rêves avortés de solidarité communautaire d’une élite noire gagnée par des fantasmes de pureté identitaire.

## Présentation
Le titre originel souhaité par l'autrice était War, remplacé par son éditeur qui craignait qu'il ne rebute ses admirateurs.
L’action de Paradis se déroule en 1976 dans la petite ville de Ruby, construite au début des années 1950 en Oklahoma par un groupe de 9 familles. Ruby est une ville puritaine, dirigée d’une main de fer par ses huit fondateurs noirs, les « Huit Rocs », qui pour préserver une ville souhaitée idyllique, « font la chasse à tout ce qui peut contaminer la pureté raciale de leur cité. Ils s’en prennent aux métis qui n’ont pas la peau assez noire, et surtout au groupe de femmes qui s'est installé à proximité de la ville, dans un ancien couvent abandonné. Elles sont traitées de « sorcières » car elles vivent seules, sans hommes. Leur « immoralité » leur vaut d’être sauvagement massacrées. Leur « crime » est d'oser affirmer leur liberté en défiant la loi des hommes. Ainsi, selon cette restitution qu'en fait la romancière Ananda Devi, « Ruby qui se veut refuge contre l’intolérance, s’enfonce elle-même dans l’intolérance et l’enfermement identitaire et patriarcal »,.
Pour cette intrigue, Toni Morrison s'inspire des villes créées au siècle précédent par les affranchis noirs.
Le roman commence par cette phrase, : 

« Ils tuent la jeune Blanche d'abord. »

 La « jeune Blanche » est l'une des cinq femmes réfugiées au couvent, les quatre autres étant noires, et dans tout le roman, c'est l'unique fois où sa couleur de peau est mentionnée, de sorte que tout au long de la lecture, il est impossible de savoir de laquelle des cinq il s'agit. Toni Morrison revient dans des interviews et dans L'origine des autres aux raisons qui l'ont poussées à effacer les indice raciaux. Il s'agit pour l'universitaire John Young de la rupture d'une tradition bien établie qui consiste à établir le caractère « blanc » d'un personnage en ne faisant pas mention de sa couleur de peau. Il relève une remarque de Toni Morrison dans Playing in the Dark à propos du personnage d'Eddy, dans En avoir ou pas, d'Hemingway : « Eddy est blanc, et nous le savons parce que personne ne le dit ».  
Une des raisons présidant à ce massacre est la transformation de ces cinq femmes en boucs émissaires : malgré la tentative de construire une société idyllique de paix et d'harmonie, au fil des années, des problèmes et incidents divers apparaissent dans la communauté. Elles en sont rendues responsables. 

## Analyse
Le livre est un succès commercial. Sorti en début d'année 1998, il est déjà vendu à 700 000 exemplaires en juin. Par contre, côté critiques, la réception est nettement plus contrastée. Le New York Times, qui est l'une des références en matière littéraire aux États-Unis, parle d'un  « lourd pensum maladroit et schématique totalement dépourvu de magie littéraire […] rempli de clichés et de procédés. » Alors que le livre est généralement considéré comme étant un livre d'un abord difficile, en France, L'Express juge au contraire qu'il est « direct, facile à lire », dit y retrouver une caractéristique propre à Toni Morrison qui « oscille entre compassion et ironie », avec notamment des femmes qui s'écartent au fil du récit du profil de « saintes féministes », tandis que les hommes ne sont finalement « pas vraiment des monstres ». Mais le critique regrette qu'il « comporte un peu trop d'artifices », qu'il y ait « trop de personnages pour que le récit avance et pas assez d'acteurs attachants pour qu'on s'y intéresse », et trouve son rythme trop lent avec les flash-backs expliquant le massacre, pour conclure qu'il s'agit d'un livre « intelligemment pensé et élégamment construit. Le dernier paragraphe est une perle rare. Dommage qu'avant d'en arriver là, l'attente soit si longue ».   
Pour Marni Gauthier, en 2005, les critiques adressées à Paradise sur l'opposition manichéenne entre hommes porteurs de vices et femmes porteuses de vertus ratent un élément important : la déconstruction du roman national américain via une transposition caricaturale et une inversion de schémas sociaux. Elle analyse ainsi, parmi de multiples autres éléments, que la valorisation au plus haut degré d'une peau authentiquement noire et le rejet des personnes à la peau trop claire par l'un des pères fondateurs (Old fathers) puis par la communauté entière qui met en œuvre une « loi du sang » implicite, n'est qu'un écho inversé de la one-drop rule, cette loi qui classe comme Noire toute personne ayant le moindre ascendant africain, même très lointain. De la même façon, l'idéal de pureté féminin et le traitement des femmes dans le roman, y compris le massacre des femmes du couvent, renvoient à l'hégémonique « culte de la vraie féminité » du XIXe siècle, et à l'assimilation forcée des peuples indo-américains.

## Censure
En 1995, le livre, à l'instar d'autres ouvrages de Toni Morrison, est censuré pour « incitation à l'émeute publique ».